# Acateken
De Acateken of Akateken zijn een Mayavolk woonachtig in Guatemala. Er zijn ongeveer 39.370 Akateken, voornamelijk in San Miguel Acatán en San Rafael La Independencia, in het departement Huehuetenango. Het Akateeks is een van de erkende Mayatalen en is verwant aan het Q'anjob'al.
Achi · Acateken · Aguacateken · Chuj · Garifuna · Ch'orti' · Itza · Ixil · Jacalteken · K'iche' · Kaqchikel · Lacandón · Mam · Mopan · Poqomam · Poqomchi' · Q'anjob'al · Q'eqchi' · Sacapulteken · Sipakapense · Tectiteken · Tz'utujil · Uspanteken · Xinka